# 卡尔·路德维希
卡尔·弗里德里希·威廉·路德维希（德語：Carl Friedrich Wilhelm Ludwig，德語：[ˈluːtvɪç]，1816年12月29日—1895年4月24日）是一位德国生理学家，莱比锡大学教授，曾获1884年的科普利奖章。